# Войшелк
Во́йшелк (ум. между 18 и 23 апреля 1267) — великий князь литовский в 1264—1267 годах. Сын Миндовга.

## Биография
Родился в 1223 году. Около 1245 года в Новогородке (ныне Новогрудок) был, по-видимому, новогородским наместником Миндовга. Возможно, имеется в виду под анонимным «сыном Миндовга», который в 1251—1252 годах воевал в околицах Турийска на Волыни, хотя некоторые источники считают этим «сыном Миндовга» Довмонта. 
Впервые по имени упоминается в 1253—1254 годах, когда стал новогородским князем, так как новогородцы были недовольны крещением Миндовга в католичество; вероятно, с того момента началось его противостояние с отцом. В том же году заключил мир с галицко-волынскими князьями, выдал замуж за Шварна Даниловича свою сестру и передал Новогородское княжество Роману Даниловичу. Сам же пошёл в Полонинский монастырь, в городе Полонном на Волыни, где принял постриг под именем Лавриш.
Познакомившись в городе Холме с игуменом Григорием, Войшелк обращен был им в православие. После трёх лет жизни в Полонинском монастыре около 1256 или 1257 года отправился в паломничество на гору Афон, но вынужден был возвратиться из Болгарии из-за войны, которая шла там. Около 1257 года, вместе с 10—12 монахами, основал на Немане монастырь, какой позже будет называться по его имени Лавришевским. Игуменом монастыря был Елисей.
Войшелк прожил в монастыре около года, до нападения Бурундая с галицко-волынскими князьями в 1258 году на Литву. В это время он ушёл из монастыря и, объединившись со своим двоюродным братом Товтивилом, захватил Романа Даниловича но вскоре отпустил его, опять став новогородским князем. Заботясь о просвещении христианством языческой Литвы, Войшелк вызвал из Новгорода и Пскова священников, знакомых с литовским языком.
В 1263 году после убийства Тройнатом Миндовга и Товтивила на короткое время бежал в Пинск. Но уже в 1264 году вместе с пинским войском возвратился в Новогородок, где соединился с дружинами новогрудских бояр и пошёл устанавливать свою власть в Литве, уничтожив много своих врагов. Тройнат был убит его сторонниками, и Войшелк стал великим князем.
Если Миндовгу удалось объединить Литву, а Тройнату — удержать её целой, то при Войшелке страна раскололась. Соратники Миндовга поддержали его, однако многие князья сочувствовали убитому Тройнату, и страну охватила гражданская война. Войшелку удалось силой подчинить себе большинство непокорных князей.
Признал власть Василька Романовича и поддерживал союз с холмским князем Шварном Даниловичем, с помощью которых завоевал Нальшаны и Дяволтву.
В 1267 году Войшелк оставил власть Шварну и ушёл в монастырь на Волыни. Между 18 и 23 апреля 1267 года он был убит во время пира в гостях у волынского князя Василька Романовича претендентом на литовский престол Львом Даниловичем Галицким, братом Шварна.